# ヒュー・センピル (第12代センピル卿)
第12代センピル卿ヒュー・センピル（英語: Hew Sempill, 12th Lord Sempill、1688年頃 – 1746年11月25日）は、スコットランド貴族、軍人。

## 生涯
グラスフォード卿フランシス・アバークロンビー（1654年 – 1703年11月23日埋葬、アレクサンダー・アバークロンビーの息子。グラスフォード卿は1685年創設の一代貴族）と第9代センピル女卿アン・アバークロンビー（1695年没）の息子として、1688年頃に生まれた。
青年期よりイギリス陸軍に入り、1708年12月1日にジョージ・プレストン大佐の連隊で副官（adjutant）に任命され、マルプラケの戦いに参戦した。1712年7月12日に大尉に昇進したが、1713年に半給になった。1715年にアレクサンダー・グラントの連隊の大尉として復帰、1718年4月5日に少佐に、1731年7月12日にリチャード・サットンの連隊の中佐に昇進した。
1727年2月17日に兄ジョンが死去するとセンピル卿の爵位を継承、同年にエリオットストンとキャッスル・センプルの地所を売却し、1741年にノース・バー（North Barr）の地所を購入した。
1741年1月14日に第20代クロフォード伯爵ジョン・リンジーの後任としてブラック・ウォッチの隊長に任命された。1743年にブラック・ウォッチが反乱を起こしたときの連隊長であったが留任し、連隊とともにフランドル地方に派遣された。1745年4月9日にセンピルの歩兵連隊（後の第25歩兵連隊）隊長に転じ、6月9日に准将に昇進した後、1746年4月16日のカロデンの戦いで政府軍左翼を率いた。
1746年8月に帰国してアバディーンに駐留、同年11月25日に同地で死去、12月1日に同地で埋葬された。長男ジョンが爵位を継承した。

## 家族
1718年5月13日、サラ・ガスケル（Sarah Gaskell、1749年4月17日没、ナサニエル・ガスケルの娘）と結婚、5男6女をもうけた。
- ジョン（1782年没） - 第13代センピル卿、子供あり
- ジョージ（1779年12月18日没） - キャサリン・ゴードン（Catherine Gordon、1762年2月5日没、アーサー・ゴードンの娘）と結婚。1766年12月1日、アン・クライヴ（Anne Clive、初代クライヴ男爵ロバート・クライヴの姉妹、庶民院議員リチャード・クライヴの娘）と再婚。1775年6月15日、ジェーン・バターワース（Jane Butterworth、トマス・バターワースの娘）と再婚
- ヒュー（1764年1月没） - 海兵隊員
- フィリップ - 早世
- ラルフ - 海難死
- サラ（1751年4月25日没） - 1750年4月22日、庶民院議員パトリック・クロフォード（Patrick Crauford、1704年頃 – 1778年1月10日）と結婚、子供あり[3]
- ジーン（1800年7月6日没）
- エリザベス（1729年3月24日?） - 早世
- アン（1730年6月4日 – 1793年11月27日） - 1754年9月16日、アダム・オースティン（Adam Austin、1773年12月1日没）と結婚、子供あり
- メアリアン（Marianne、1796年5月14日没）
- レベッカ（1738年 – 1811年9月16日）